# Campo della Guerra
Il Campo della Guerra è un campo di Venezia, situato nel sestiere di San Marco.
Geograficamente è situato a 20 metri dalla Merceria San Zulian. Il campo è punto di intersezione delle direttrici di traffico da Calle degli Specchieri e Calle al ponte de la Guerra che poi diventa Calle delle Bande. Il campo è delimitato dal Rio de San Zulian da una parte e dalla Chiesa di San Zulian dalla parte opposta.
Nel campo vicino alla Riva è poggiato un cippo di confine proveniente da Marcesina indicante il confine tra la Repubblica di Venezia e il Sacro Romano Impero.
Il nome del campo deriva dalle lotte che si facevano con canne, bastoni e pugni tra le contrade veneziane al tempo della Repubblica veneta. Combattimenti simili si facevano anche su determinati ponti come il Ponte dei Pugni a Dordoduro.